# Hyphessobrycon vinaceus
Hyphessobrycon vinaceus är en fiskart som beskrevs av Bertaco, Malabarba och Dergam 2007. Hyphessobrycon vinaceus ingår i släktet Hyphessobrycon och familjen Characidae. Inga underarter finns listade i Catalogue of Life.